# Агиазма
Агиазма је посуда за чување освећене воде на Богојављење.
Уобичајено, агиазма се погрешно назива крстионицом. У овој посуди се, током године, чувала вода освећена на Богојављење. Према светоотачком учењу, та вода није била кварљива. Имала је чудотворна својства. Чин освећења вршен је на вечерњи уочи Богојављења, а обухватао је два водоосвећења: вечерње и јутарње. Вечерње се обављало над агиазмом.

## Историјат
У припратама цркава сачували су се бројни примерци средњовековних агиазми. То су камени полукружни реципијенти са калотастим поклопцем постављеним на ниском стубу. Вероватно најстарија агиазма налазила се пред западном фасадом Богородичине цркве у Студеници. Из периода 13. и, нарочито, 14. века сачуван је знатан број ових посуда (Милешева, Хиландар, Сопоћани, Пећка патријаршија, Дечани, Лесново, Трескавац). Мермерна агиазма кир Матера из Марковог манастира редак је пример агиазме са очуваним натписом. Потиче из 1393. године. У српским средњовековним црквама агиазме су се, по правилу, налазиле на јужној страни припрате. Два водоосвећења прописују се и у српским типицима из 14. века - типику архиепископа Никодима (1319) и Хиландарском типику из времена владавине цара Душана. 